# Malietoa Tanumafili II
Malietoa Tanumafili, OBE (Samoa, 4 de Janeiro de 1913 – Apia, 11 de Maio de 2007) foi presidente de Samoa, de 1962 até 2007, ano de sua morte. Herdou o poder da então Samoa Ocidental com o nome de Malietoa Tanumafili II. Fez dele um dos líderes da História cujo poder foi mais longo. Foi o último presidente vitalício vivo.

## Biografia
Tornara-se um dos chefes de Estado há mais tempo no poder, perdendo para Isabel II do Reino Unido, o Rei da Tailândia, Bhumibol Adulyadej e o Presidente de Cuba, Fidel Castro.
Adorado pelo povo, teve uma imagem muito boa dentro de seu país. De fato quem governava o país era o primeiro ministro, Tuilaepa Sailele Malielegaoi, desde 1998. [carece de fontes?]
Era devoto da Fé Bahá'í.